# Pachystomias microdon
Pachystomias microdon es una especie de pez de la familia Stomiidae en el orden de los Stomiiformes.

## Morfología
Los machos pueden llegar alcanzar los 22,1 cm de longitud total.

## Hábitat
Es un pez de mar y de aguas profundas que vive entre 660-4.000 m de profundidad.

## Distribución geográfica
Se encuentra en el  Atlántico oriental, el Atlántico occidental, el Mar de la China Meridional el Índico y el Pacífico.